# 오대영 (배우)
오대영(1981년 7월 7일 ~ )은 대한민국의 배우이다.

## 연극
- 2006년 : 한국사람들
- 2006년 : 동승
- 2007년 : 아름다운 지옥
- 2009년 : 실종
- 2016년 : 로미오와 줄리엣

## 영화
- 2011년 : 카운트다운 - 스와이 심복 2역
- 2015년 : 욕망하는 도시

## 뮤지컬
- 2008년 : 선녀
- 2010년 : 삼월이 오면
- 2010년 : 사이드 미러